# Zagęszczony sok
Zagęszczony sok – produkt otrzymany z soku owocowego lub warzywnego jednego lub więcej gatunków, poprzez usunięcie metodami fizycznymi określonej ilości wody. Zagęszczone soki zaliczane są do grupy przetworów owocowych i warzywnych.
Najczęściej wodę usuwa się w wyniku odparowania pod zmniejszonym ciśnieniem w tzw. wyparkach. Aby nie tracić z parą wodną aromatu soku, oddziela się go na kolumnach aromatowych. W wyniku zagęszczenia masa i objętość soku zmniejsza się nawet 6-krotnie. Pozwala to na znaczne oszczędności magazynowania i transportu zagęszczonego soku. Jeśli produkt przeznaczony jest do bezpośredniej konsumpcji, usunąć należy co najmniej 50% wody.
Zagęszczone soki owocowe i warzywne są wykorzystywane do produkcji soków odtworzonych z soków zagęszczonych oraz nektarów i napojów owocowych i warzywnych.
Zagęszczone soki muszą spełniać określone wymagania dotyczące właściwości fizycznych, chemicznych, smakowych i wartości odżywczych, które są porównywalne z sokami uzyskanymi z owoców lub warzyw tego samego typu. Zgodnie z przepisami Parlamentu Europejskiego i Rady (WE), do soku owocowego ani warzywnego 100% nie można dodawać cukrów, barwników ani konserwantów.